# 102Y busz (Pécs)
A pécsi 102Y jelzésű autóbusz Uránváros és Petőfi-akna között közlekedik somogyi betéréssel munkanapokon.

## Története
2017. szeptember 1-jétől egyes 14Y buszok 102Y jelzéssel, Uránvárosig meghosszabbított útvonalon közlekednek.

## Útvonala
| Uránváros → Árkád → Somogy → Petőfi-akna | Petőfi-akna → Somogy → Árkád → Uránváros |
| --- | --- |
| Uránváros – Ürögi sor – Makay István út – Esztergár Lajos utca – Ybl Miklós utca – Építők útja – Tüzér utca – Szigeti út – Hungária utca – Rákóczi út – Rákóczi út – Zsolnay Vilmos utca – Pécsváradi út – Őrmezei út – Búzakalász utca – Somogy utca – forduló – Somogy utca – Pajtás utca – Búzakalász utca – Mázsaház utca – Szövetkezet utca – Bethlen Gábor utca – Bencze József utca – M utca – Petőfi-akna | Petőfi-akna – M utca – Bencze József utca – Bethlen Gábor utca – Szövetkezet utca – Mázsaház utca – Búzakalász utca – Pajtás utca – Somogy utca – forduló – Somogy utca – Búzakalász utca – Őrmezei út – Pécsváradi út – Zsolnay Vilmos utca – Rákóczi út – Rákóczi út – Hungária utca – Szigeti út – Tüzér utca – Építők útja – Ybl Miklós utca – Esztergár Lajos utca – Makay István út – Ürögi sor – Uránváros |

## Megállóhelyei
| 102Y (Uránváros – Somogy – Petőfi-akna) |                          |          | |               |
| Perc (↓)                                | Megállóhely              | Perc (↑) | Megállóhelyet érintő járatok | Létesítmények |
| 0                                       | Uránváros végállomás     | 53       | 1, 2, 2A, 2E, 4, 4Y, 21, 21A, 22, 23, 23Y, 24, 25, 25A, 26, 26A, 27, 27Y, 28, 28A, 28Y, 29, 102, 102Y, 104, 104A, 104E, 104Y, 107E, 121 · Helyközi autóbuszok                                                                                   |               |
| 1                                       | Olympia Üzletház         | 51       | 1, 2, 2A, 2E, 4, 4Y, 21, 21A, 22, 23, 23Y, 24, 102, 102Y, 104, 104A, 104E, 104Y, 121 |               |
| 2                                       | Mecsek Áruház            | 49       | 1, 2, 2A, 2E, 4, 4Y, 21, 21A, 22, 23, 23Y, 24, 102, 102Y, 104, 104A, 104E, 104Y, 121 · Helyközi autóbuszok |               |
| 4                                       | Kulturális Központ       | 48       | 1, 2, 2A, 2E, 21, 21A, 102, 102Y, 121 |               |
| 5                                       | Tüzér utca               | 46       | 1, 2, 2A, 2E, 21, 21A, 55, 102, 102Y, 121 |               |
| 8                                       | Egyetemváros             | 43       | 2, 2A, 2E, 25, 26, 26A, 27, 27Y, 28, 28A, 28Y, 29, 55, 102, 102Y, 107E |               |
| ∫                                       | KEDPLASMA plazma központ | 42       | 2, 2A, 2E, 25, 26, 26A, 27, 27Y, 28, 28A, 28Y, 55, 102, 102Y, 107E |               |
| 10                                      | Petőfi utca              | 41       | 2, 2A, 2E, 25, 26, 26A, 27, 27Y, 28, 28A, 28Y, 29, 37, 46, 47, 55, 102, 102Y, 107E, 109E |               |
| 13                                      | Kórház tér               | 39       | 2, 2A, 2E, 25, 26, 26A, 27, 27Y, 28, 28A, 28Y, 29, 30, 31, 32, 32Y, 34, 34Y, 35, 35Y, 36, 37, 44, 46, 47, 102, 102Y, 103, 107E, 109E, 130 |               |
| 15                                      | Zsolnay-szobor           | 37       | 2, 2A, 2E, 3, 3E, 6, 6E, 7, 7Y, 8, 13Y, 14, 14Y, 22, 23, 23Y, 24, 25, 26, 26A, 27, 27Y, 28, 28A, 28Y, 29, 30, 31, 32, 32Y, 34, 34Y, 35, 35Y, 36, 37, 38, 38Y, 39, 40, 44, 46, 47, 73, 73Y, 102, 102Y, 103, 107E, 109E, 130, 140                 |               |
| 17                                      | Árkád                    | 35       | 2, 2A, 2E, 3, 3E, 4, 4Y, 6, 6E, 7, 7Y, 8, 13, 13E, 13Y, 14, 14Y, 15, 15A, 22, 23, 23Y, 24, 25, 26, 26A, 27, 27Y, 28, 28A, 28Y, 29, 30, 33, 38, 38Y, 39, 40, 60, 60Y, 73, 73Y, 102, 102Y, 103, 104, 104A, 104E, 104Y, 107E, 109E, 130, 130A, 140 |               |
| 20                                      | 48-as tér                | 33       | 2, 2A, 2E, 4, 4Y, 13, 13E, 13Y, 14, 14Y, 15, 15A, 20, 21, 21A, 30Y, 60, 60A, 60Y, 102, 102Y, 104, 104A, 104E, 104Y, 121 · Helyközi autóbuszok · Pécs-Külváros                                                                                   |               |
| 22                                      | Zsolnay Negyed           | 31       | 2, 2A, 4, 4Y, 13, 13E, 13Y, 14, 14Y, 15, 15A, 20, 21, 21A, 30Y, 60, 60A, 60Y, 102, 102Y, 104, 104A, 104E, 104Y, 121 |               |
| 24                                      | Mohácsi út               | 29       | 2, 2A, 4, 4Y, 13, 13E, 13Y, 14, 14Y, 15, 15A, 20, 21, 21A, 25, 26, 30Y, 60, 60A, 60Y, 102, 102Y, 104, 104A, 104E, 104Y, 121 · Helyközi autóbuszok                                                                                               |               |
| 26                                      | Gyárvárosi templom       | 27       | 2, 2A, 4, 4Y, 13, 13E, 13Y, 14, 14Y, 15, 15A, 25, 26, 26A, 30Y, 60, 60A, 60Y, 102, 102Y, 104, 104A, 104E, 104Y |               |
| 27                                      | Budai Állomás            | 25       | 2, 2A, 2E, 4, 4Y, 12, 13, 13E, 13Y, 14, 14Y, 15, 15A, 16, 25, 26, 26A, 30Y, 60, 60A, 60Y, 102, 102Y, 104, 104A, 104E, 104Y · Helyközi autóbuszok                                                                                                |               |
| 29                                      | Andrássy út              | 23       | 13, 13Y, 14, 14Y, 15, 15A, 25, 26, 60A, 102, 102Y, 104, 104A, 104Y |               |
| 30                                      | Eperfás út               | 22       | 13, 13E, 13Y, 14, 14Y, 15, 15A, 25, 26, 60A, 102, 102Y, 104, 104A, 104E, 104Y · Helyközi autóbuszok |               |
| 31                                      | Danitz puszta            | 21       | 13, 13Y, 14, 14Y, 15, 15A, 25, 26, 60A, 102, 102Y, 104, 104A, 104Y |               |
| 32                                      | Ördögárok                | 20       | 13, 13Y, 14, 14Y, 15, 15A, 25, 26, 60A, 102, 102Y, 104, 104A, 104Y |               |
| 34                                      | Murom                    | 18       | 13, 13E, 13Y, 14, 14Y, 15, 15A, 25, 26, 60A, 102, 102Y, 104, 104A, 104E, 104Y · Helyközi autóbuszok |               |
| 35                                      | Őrmezei út, Szödrös      | 17       | 13, 13Y, 14, 14Y, 15, 15A, 25, 26, 60A, 102, 102Y, 104, 104A, 104Y |               |
| 36                                      | Somogyi temető           | 16       | 13, 13Y, 14, 14Y, 15, 15A, 25, 26, 60A, 102, 102Y, 104, 104A, 104Y |               |
| 37                                      | Somogyi templom          | 15       | 13, 13Y, 14, 14Y, 15, 15A, 25, 26, 60A, 102, 102Y, 104, 104A, 104Y |               |
| 38                                      | Somogy utca              | 14       | 13Y, 14Y, 15, 15A, 25, 26, 82, 102Y, 104, 104Y |               |
| 39                                      | Somogy                   | 13       | 13Y, 14Y, 15, 15A, 25, 26, 82, 102Y, 104, 104Y |               |
| 41                                      | Somogy utca              | 12       | 13Y, 14Y, 15, 15A, 25, 26, 82, 102Y, 104, 104Y |               |
| 42                                      | Somogyi templom          | 11       | 13, 13Y, 14, 14Y, 15, 15A, 25, 26, 60A, 102, 102Y, 104, 104A, 104Y |               |
| ∫                                       | Somogyi templom          | 10       | 13, 13Y, 14, 14Y, 15, 15A, 25, 26, 60A, 102, 102Y, 104, 104A, 104Y |               |
| 44                                      | Máladó utca              | 9        | 13, 13Y, 14, 14Y, 60A, 82, 102, 102Y, 104, 104A, 104Y |               |
| 45                                      | Gabona utca              | 8        | 13, 13Y, 14, 14Y, 60A, 82, 102, 102Y, 104, 104A, 104Y |               |
| 46                                      | Vashíd                   | 7        | 13, 13Y, 14, 14Y, 60A, 82, 102, 102Y, 104, 104A, 104Y |               |
| 47                                      | Vasasi temető            | 6        | 13, 13Y, 14, 14Y, 60A, 82, 102, 102Y, 104, 104A, 104Y |               |
| 49                                      | Bethlen Gábor utca       | 5        | 14, 14Y, 82, 102, 102Y, 104 |               |
| 50                                      | Vasasi iskola            | 3        | 14, 14Y, 82, 102, 102Y, 104 |               |
| 51                                      | Bencze József utca       | 2        | 14, 14Y, 82, 102, 102Y, 104 |               |
| 52                                      | M utca                   | 1        | 14, 14Y, 82, 102, 102Y, 104 |               |
| 53                                      | Petőfi-akna végállomás   | 0        | 14, 14Y, 82, 102, 102Y, 104 |               |